# هانس-اووه باوئر
هانس-اووه باوئر (آلمانی: Hans-Uwe Bauer؛ ۲۶ اوت ۱۹۵۵) بازیگر اهل آلمان است.
از فیلم‌ها یا مجموعه‌های تلویزیونی که وی در آن‌ها نقش داشته است، می‌توان به سه، زندگی دیگران، خداحافظ لنین، تا جایی که پاهایم توان رفتن دارد، هتل هوس و زن و غریبه اشاره نمود.